# Gata Negra

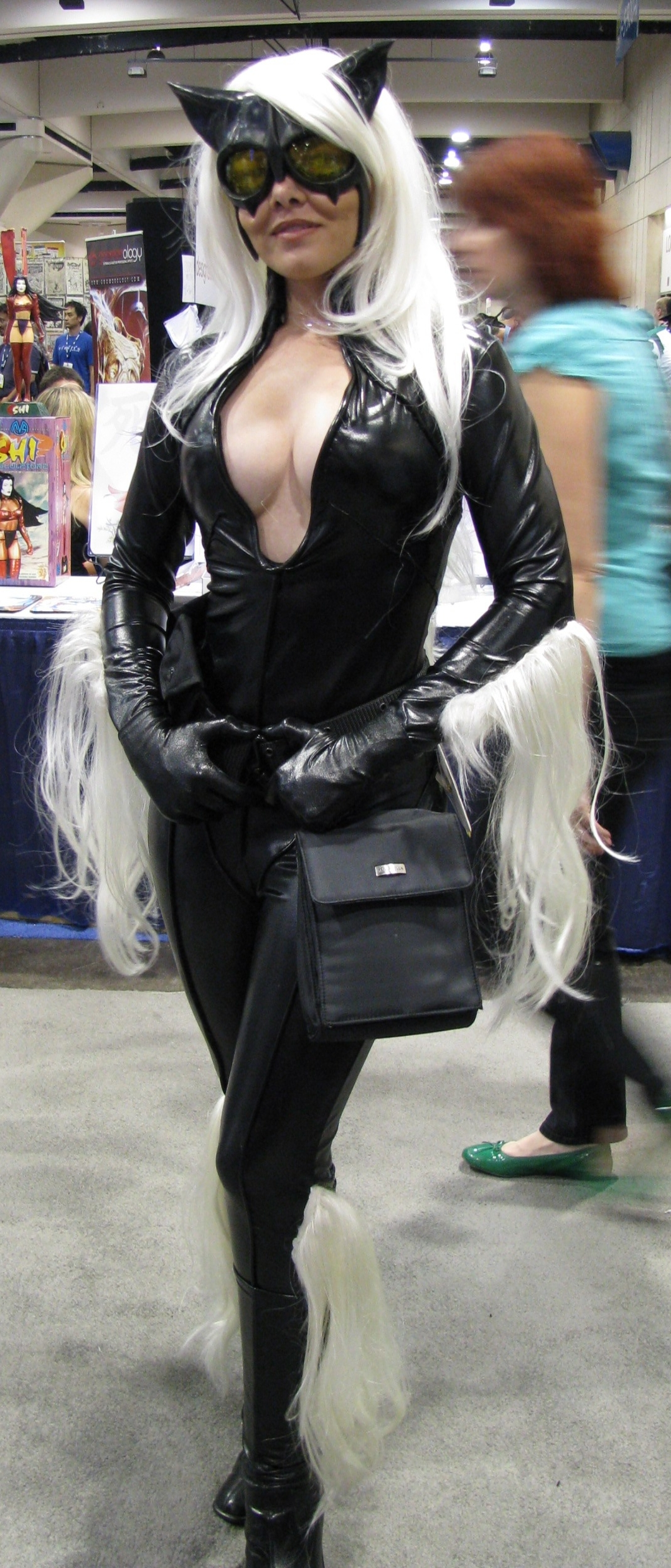
Disfressa de Gata Negra

La Gata Negra (o Black Cat en la versió original en anglès) és un personatge de ficció de còmic de l'Univers Marvel. La Gata Negra, un personatge recurrent a l'univers de Spider-Man, és la identitat secreta de Felicia Hardy. Aparegué per primera vegada al número 194 de The Amazing Spider-Man amb data de portada de juliol de 1979, amb guions de l'escriptor Marv Wolfman i el dibuixant Keith Pollard. El vestit i l'aspecte van ser dissenyats per Dave Cockrum. El web IGN la va classificar 25a entre els enemics més importants de Spider-Man el 2014.
Els còmics on apareix no s'han traduit al català tot i ser publicades per editorials catalanes com Editorial Bruguera o Cómics Forum o amb seu a Catalunya com Panini. Apareix en altres versions del personatge que s'han traduït.

## Historia de les publicacions
El 1979, el creador Marv Wolfman buscava un personatge femení per a Spider-Woman. Va decidir basar un personatge en un dibuix animat de Tex Avery, "Bad Luck Blackie", en què un gat negre portava la desgràcia a qualsevol persona propera. El vestit i l'aspecte de la Gata Negra van ser dissenyats per Dave Cockrum.
Quan Wolfman va canviar les tasques d'escriptura a Marvel Comics per The Amazing Spider-Man, va portar el seu personatge amb ell. Ell i Cockrum van fer canvis considerables al personatge i a la seva aparença durant aquest temps; la Gata Negra que tenia la intenció de presentar a Spider-Woman només tenia el seu nom i poders en comú amb el que finalment va aparèixer a The Amazing Spider-Man. A la part inferior de la pàgina de cartes de The Amazing Spider-Man nº 194 (data de portada de juliol de 1979, però publicat el mes d'abril), una miniatura de la portada prevista per a Spider-Woman nº 9 (desembre de 1978) apareix juntament amb una portada rebutjada per a The |Amazing Spider-Man nº 194. Wolfman va dir en una entrevista:
| « | (anglès) I didn't plan Black Cat to be in Spidey. I created her for Spider-Woman (look at the letter column of the first B.C. story and you'll see). I then decided to leave Spider-Woman and moved her over. So, I never even thought of Catwoman when I did her. I got the idea for her from a Tex Avery cartoon, Bad Luck Blackie". | (català) No pensava en Black Cat perquè estigués a Spidey. La vaig crear per a Spider-Woman (mireu la columna de cartes de la primera història de B.C. i ho veureu). Aleshores vaig decidir deixar Spider-Woman i la vaig traslladar. Per tant, ni tan sols vaig pensar en Catwoman quan la vaig fer. Vaig tenir la idea d'un dibuix animat de Tex Avery, Bad Luck Blackie". | » |

La primera aparició de la Gata Negra al còmic va ser dibuixada pel dibuixant habitual de The AmazingSpider-Man en aquella època, Keith Pollard.
El personatge es va fer habitual a les col·leccions de Spider-Man. Va protagonitzar la seva primera minisèrie el 1994: Felicia Hardy: The Black Cat. L'escriptor i director Kevin Smith va començar a escriure la minisèrie Spider-Man/Black Cat: The Evil That Men Do l'any 2002. Després del tercer número, la sèrie es va interrompre fins al 2005, quan Smith va revelar que finalment havia acabat d'escriure els guions. Smith va afirmar: "Tot i que no tinc cap defensa pel meu retard (sobretot quan gent com Bendis fan grans històries en diversos llibres mensualment), diré això: és una història molt millor ara del que hauria estat si l'hagués completat el 2002."
A mitjans de la dècada del 2000, va protagonitzar al costat de Wolverine en una minisèrie limitada de còmics titulada Claws. Una seqüela d'aquesta minisèrie, titulada Claws II, va començar a publicar-se el juliol de 2011. Black Cat va ser un personatge principal de la sèrie Heroes for Hire del 2006-2007.
La sèrie en curs Black Cat escrita per Jed Mackay va debutar el juny de 2019.

## Biografia de ficció
Felicia Hardy és filla de Walter Hardy (El Gat Lladre II), un prestigiós lladre de guant blanc; no obstant la mare de Felicia li va dir que el seu pare havia mort en un accident d'avió, quan en realitat simplement havia desaparegut. En realitat Walter seguia viu, tot aquest temps havia estat a la garjola.
Felicia du una vida rica i plena, però un dia pateix una violació per part de la seva ex-parella, i això la motiva a entrar en el món del crim i seguir els passos del seu pare. Després d'un rigorós entrenament adopta la personalitat secreta de la Gata Negra, que sense tenir poders emula, amb trucs i enginy, tenir el do de donar mala sort als seus oponents.
És llavors quan descobreix que el seu pare no només està viu, sinó que està moribund en una presó d'alta seguretat; així que decideix reunir un grup de criminals i rescatar-lo. Aconsegueix el seu objectiu, enganyant Spider-Man, portant el seu pare a casa i que allà tingui una mort plàcida. En el procés, Felicia s'enamora de Spider-man i quan aquest la captura, ella fingeix un amor patològic cap a ell. Cosa que fa que el superheroi l'interni en un centre psiquiàtric. Al cap d'un temps Felicia escapa del centre psiquiàtric, desfent-se de la infermera que la vigilava, un cop a fora el que fa és robar un quadre i un cop el té, peta una finestra amb una pedrada per fer saltar l'alarma. Però com l'home aranya no la ve a buscar, decideix contactar el servei d'una avioneta que li deixi un missatge amb fum al cel que diu: "Spider-Man, troba'm a on la nostra primera cita aquesta nit". Peter Parker veu el missatge per la tele en sortir de classe. Quan es troben, entre salts i forcejos ella li diu que vol canviar de vida i passar-se al costat de la llei, ajudant-lo a resoldre casos, formant equip. Oferta que Spidey rebutja en principi. Ella se'n va i li deixa una nota que diu: "Estimat, la meva oferta segueix en peu... de debò! Seré a la festa de disfresses de Phil Bradshaw a la sala de ball de l'Empire, demà a les 8 del vespre! Hi vindràs?" Aquella nit a la festa, el senyor Bradshaw (el senyor del crim) reconeix a Spiderman i posa en alerta a tots els seus sequaços. Gata i ell fan front a tots ells i els derroten, en escapar el sr. Bradshaw topa amb la policia i el detenen. Quan entren dins de la festa es troben només al grup mafiós embolicat en una tela d'aranya i una nota que diu: "Salutacions del vostre amistós veí Spiderman... i la Gata Negra. Ells dos ho observen des del terrat. En aquells instants es fan el primer petó.
Però la Gata Negra ha nascut per a ser lladre, i encara que la mona es vesteixi de seda... Una nit la Gata surt a robar una figureta, però en sortir de l'apartament del Gàngster que la custodiava, Spiderman l'està esperant a la terrassa i li exigeix que la torni. Quan són a dins, la Gata li para una trampa i no l'avisa que el terra és sensible al tacte i s'activa l'alarma. De seguida es converteix en una pluja de bales de la que surten victoriosos. En sortir de la casa, la Gata escapa en moto i en arribar al moll Spiderman la immobilitza amb teranyina. Ella diu que prefereix morir que anar a la presó i salta al mar. Spiderman va darrere seu però ja no l'enxampa. En sortir de l'aigua la capitana Jean DeWolff amb un manyoc de papers, són l'autorització d'amnistia per la Gata Negra. Spiderman es queda sol al port, pensant en ella i tira els papers al mar. Però Felicia, sota l'aigua s'enfonsava més i més per la teranyina, però com que estava adherida al seu vestit, es despulla i es desfà de les lligadures. Just a temps que sigui raptada pels homes del Doctor Octopus. A la base descobreix els seus plans. Vol reduir a cendra la ciutat de Nova York, per fer-ho necessita un detonador que té Kingpin, però aquest l'enganya i li'n dona un de fals. La Gata entra a robar-li i li porta a Spiderman, que la donava per morta. Junts s'enfronten en una èpica batalla contra Octopus i el Mussol. En la cruenta batalla la Gata surt molt malparada. Passarà temps ingressada a l'Hospital Columbia Presbyterian de Nova York, vulnerable, exposada als atacs de malvats com el Doctor Octopus, que intenta matar-la però Spiderman li impedeix.
Al cap d'un temps surt de l'hospital. Spiderman i ella ho celebren en un sopar romàntic que és interromput pel Fullet (Hogoblin). En mig del combat Felicia i ell xoquen i el Fullet s'escapa. Spiderman la culpa per posar-se pel mig. Està preocupat per ella; ja que no té poders.
Com un acte d'amor, Spiderman porta la Gata a veure on viu. Allà es treu la màscara i ella veu la cara de Peter Parker... De cop sent pànic, tot està perdent la màgia que tant la seduïa. I li demana per favor que no es torni a treure més la màscara, que marxin d'aquell pis tant petit i visquin aventures per la gran ciutat. I així ho fan fins que un dia, en un combat contra Hide Spiderman surt mal parat per culpa de la Gata. Ella se sent culpable i entén que fins que no tingui poders li serà una nosa.
La Gata va a veure els Venjadors (the avengers) i els 4 fantàstics, però tots la fan fora; així que decideix anar als baixos fons a veure si els seus ex companys la poden ajudar, però cap mafiós no pot. Fins que finalment uns desconeguts la porten a un laboratori, on la sotmeten a experiments, durs entrenaments i quan ella desenvolupa els poders, entén que tot allò és gràcies a Kingpin. Ella no ho sap, però tot allò forma part del pla de venjança del sr. Fisk per haver-li robat el detonador que volia el Doctor Octopus. Entre les noves habilitats i poders, hi és el de portar autèntica mala sort a aquells que la rodegen; especialment pensat perquè causi accidents a Spiderman i així poder-lo matar.
Mentrestant Spider-Man està creuant una porta interdimensional que el durà cap a Secret Wars. La Gata no ho sap i el busca per tot arreu, pel seu pis, per la seva feina i finalment per casa de la tia May. Allà el troba, Spiderman ha tornat amb un nou vestit negre, a penes el reconeix, ha canviat lleugerament la seva actitud, està més fort i desinhibit. Passa temps, la relació els va bé. Fins al moment en què s'ajunten dos fets que marcaran a la parella: Peter Parker li demana a la Gata que accepti qui és sota la màscara i els nous poders de la Gata comencen a afectar Spiderman.
La falta de confiança entre entre la parella fa que al cap del temps acabin tallant. Perden el contacte durant bastant de temps.
Felicia truca a Peter, però es limita a escoltar-lo i penja. Després surt a rondar per la ciutat, robant als rics i donant-ho als pobres distraient així les seves ànsies de robar. Però en una de les seves rondes perd els poders i sofreix una pallissa important, fins que recobra les forces i després de desfer-se de tots torna a casa seva. Allà l'espera Spiderman que li confessa que s'havia vist afectat per un fort poder de mala sort, que el Doctor Strange li ha aconseguit treure, afectant a la font original, ella. Felicia, en assabentar-se que Spiderman és responsable de la pèrdua dels seus poders el fa fora de casa. En aquells moments l'ataca Sabretooth que la vol matar. Felicia creu que és l'oportunitat per demostrar-se que encara és forta i val pel combat, però Spiderman entra a defensar-la com si fos una donzella indefensa. Després de derrotar Dents de Sabre la Gata li diu a Spiderman que d'aquella se'n recordarà i que li pagarà totes juntes. Així que Felicia s'alia amb el Foraster.
Temps després Dents de Sabre busca venjança, i comença a fer destrosses a la ciutat cridant Spiderman. Però abans que Peter Parker pugui reaccionar apareix la gata amb el seu nou vestit i destrossa Dents de Sabre esclafant-li la cara contra la calçada. L'acció de la Gata Negra és una part d'un pla amb el Foraster per fer que ella recuperi la confiança d'en Peter.
La Gata traeix el Foraster i presenta proves contra ell, i que exhumaren Spiderman dels càrrecs que se li imputen per la mort de Flamarada.
Anys després la Gata torna als Estats Units i Venom li explica que Spiderman està casat amb Mary Jane.
Felicia s'embolica amb Flash Thompson per fer-li sentir gelosia, però el que ella no sap és que Flash surt amb ella perquè sap que és l'ex de Spiderman (el seu ídol). La relació no va bé i ho deixen per incompatibilitats.